# Museo de Nankín
El Museo de Nankín (en chino, 南京博物院; pinyin, Nánjīng Bówùyuán) está situado en Nankín, provincia de Jiangsu, China. Con una superficie de 70 000 m², es uno de los museos más grandes de China. Actualmente tiene más de 400 000 artículos en su colección permanente. Especialmente notables son las enormes colecciones de porcelana imperial de las dinastías Ming y Qing, que están entre las más grandes del mundo.

## Historia
El Museo de Nankín fue uno de los primeros museos que se crearon en China. Su predecesor fue el departamento de preparación del Museo Central Nacional, que se estableció en 1933. El museo ocupó 12,9 ha del Jardín Media Colina de Zhongshan Gate. Cai Yuanpei, el primer presidente del consejo del museo, propuso construir tres grandes salones, llamados "Humanidad," "Artesanía" y "Naturaleza". Debido a la inestabilidad política china de la década de 1930, solo se construyó el Salón de la Humanidad. En 1949 el Kuomintang trasladó parte de la colección del museo a Taiwán y ahora forma parte del Museo Nacional del Palacio de Taipéi.

## Edificios

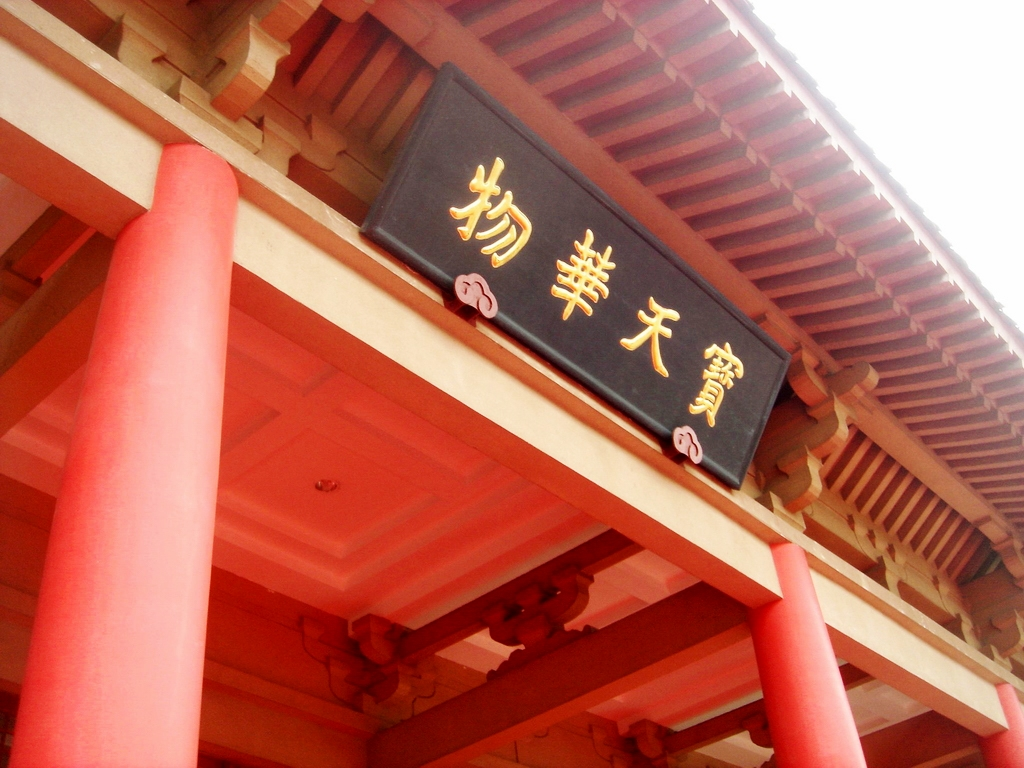
Detalle de la puerta de entrada

El edificio principal fue diseñado por Liang Sicheng en la década de 1930, combinando los estilos chino y occidental. La sección delantera es de estilo tradicional y su techo está cubierto con tejas de oro. En la parte trasera hay una estructura de techo plano de estilo occidental. En 1990 se añadió al oeste del edificio una sala de arte que se inspira en la arquitectura china de la primera mitad del siglo XX.

## Salas de exposiciones
Hay doce salas de exposiciones en el museo. Lo más destacado de la colección del museo es una armadura completa hecha de pequeños azulejos de jade unidos por un hilo de plata.
- Jardín Qin
- Sala de la Loza
- Sala del Tesoro
- Sala del Arte Popular
- Sala del Bronce
- Sala de la Porcelana Ming y Qing
- Sala de la Escultura Wu Weishan
- Sala de las Pinturas Antiguas
- Sala del Arte Moderno
- Sala de los Productos de Seda Jiangnan
- Sala del Jade
- Sala de la Laca

## Galería de imágenes

### Pintura

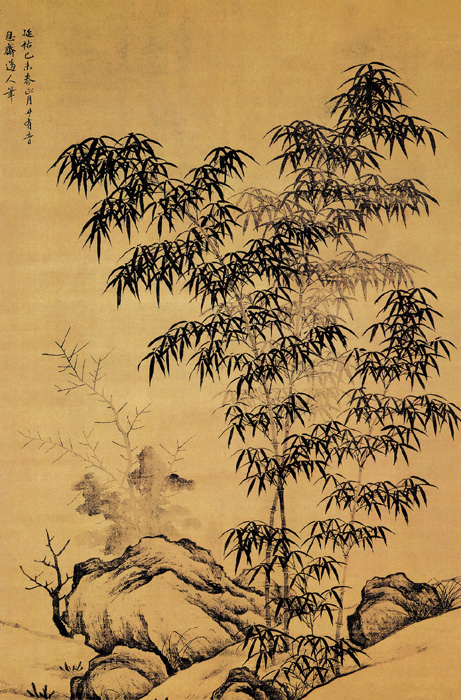
Grandes Bambúes y Piedras, de Li Kan (1245-1320), siglo XIII
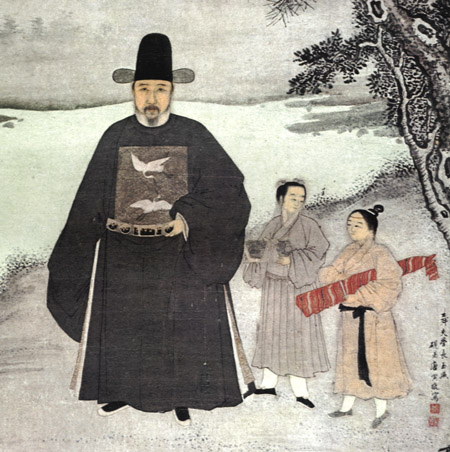
Un retrato del oficial Jiang Shunfu (1453-1504), finales del siglo XV (Dinastía Ming)
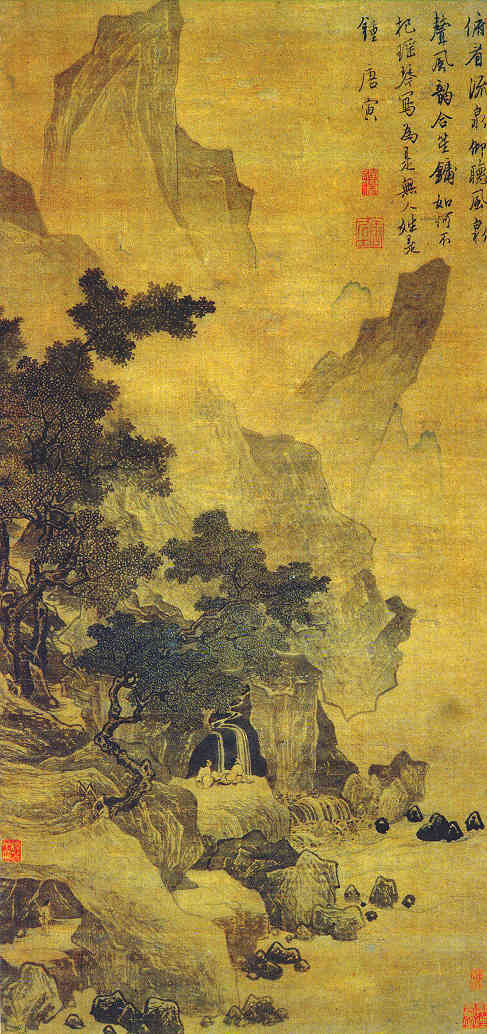
Viendo la Primavera y Escuchando el Viento, de Tang Yin (1470-1524), comienzos del siglo XVI
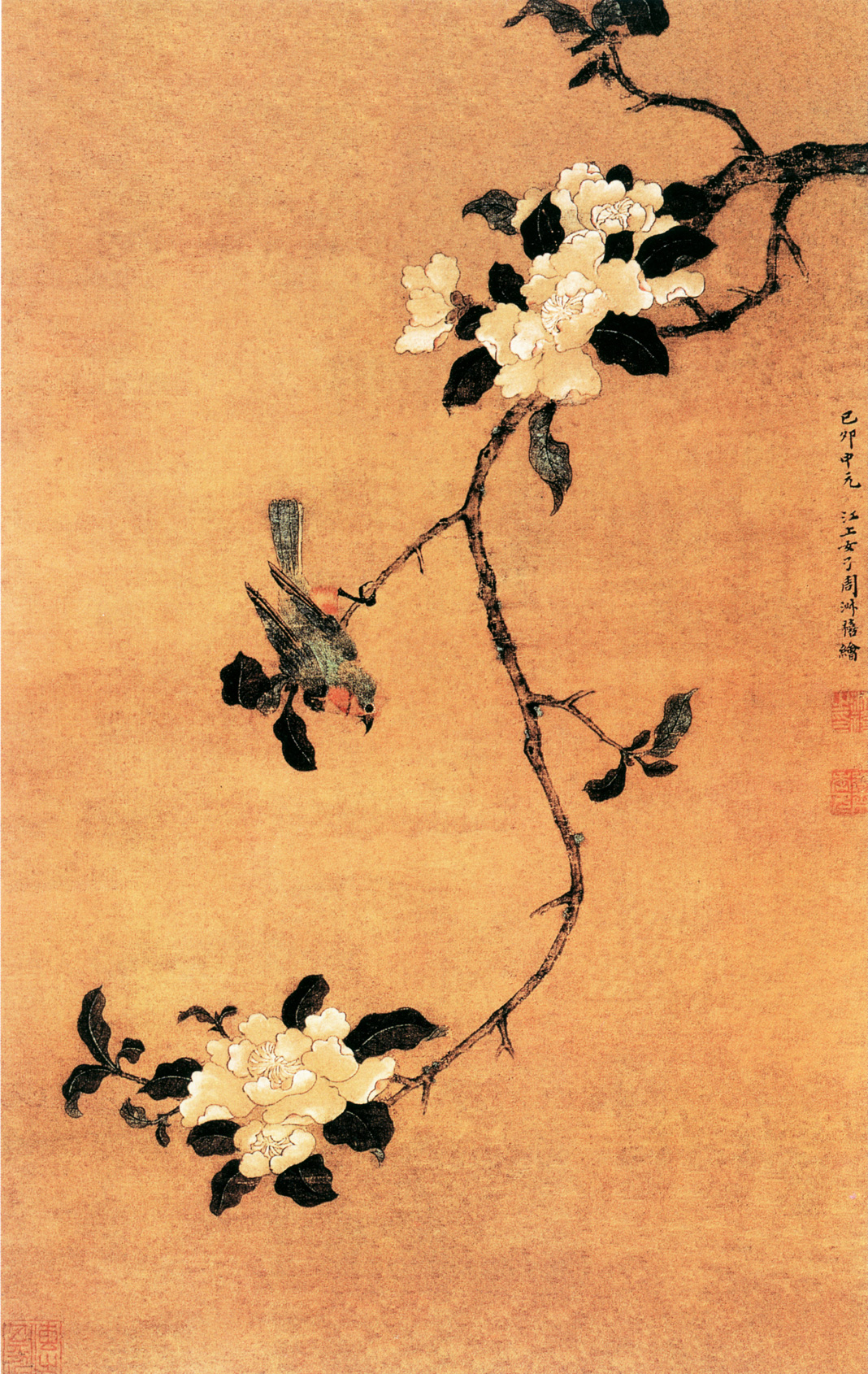
Camelia y un Pájaro Solitario, de Zhou Shuxi (1624-1705)
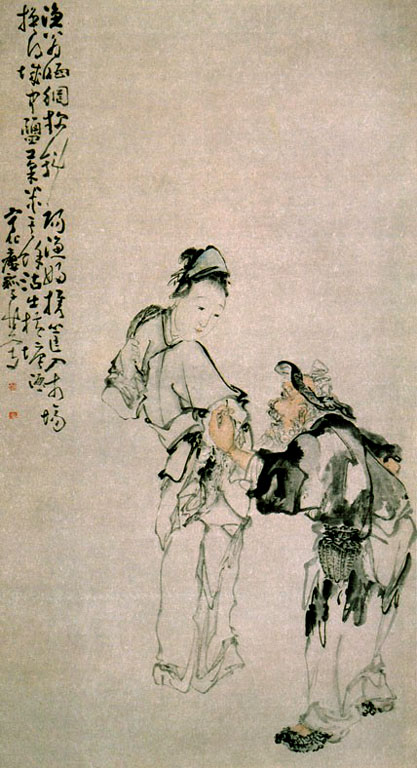
Pescador y Pescadora, de Huang Shen (1687-1772)
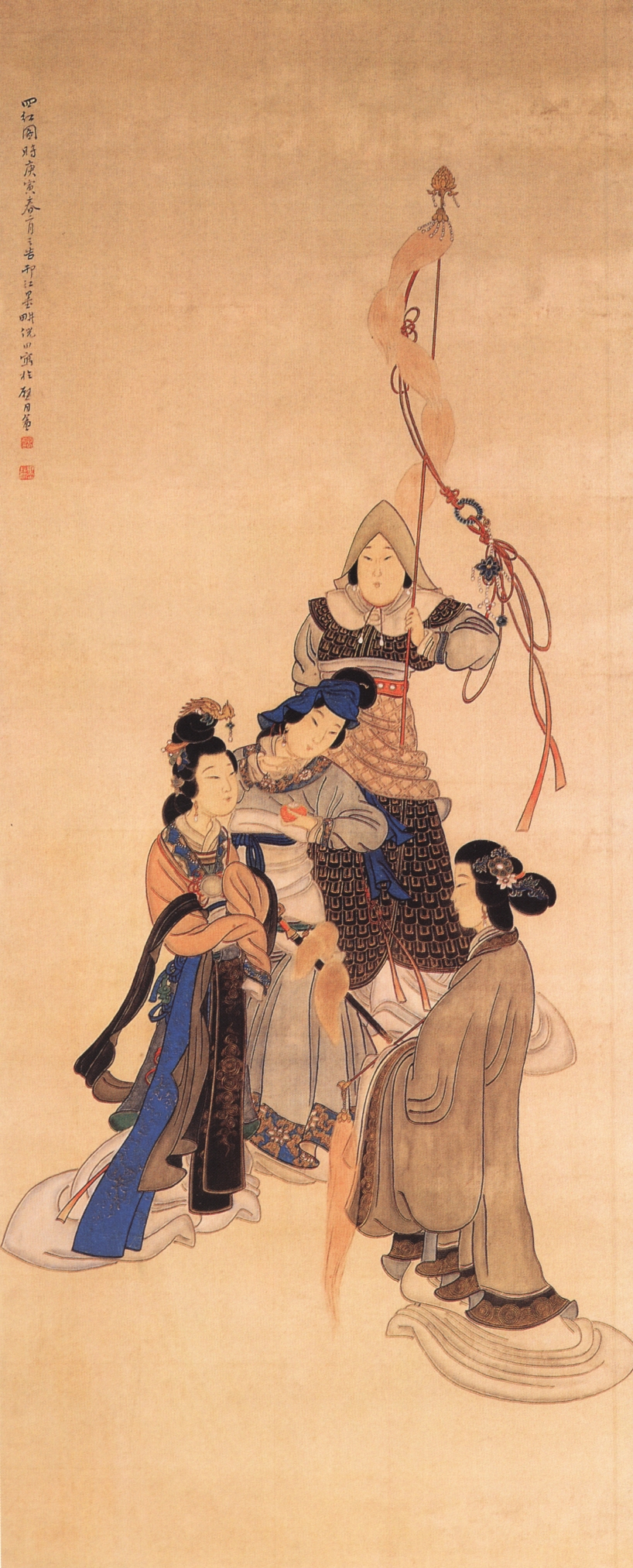
Cuatro Bellezas, de Ni Tian (1855-1919)

### Laca

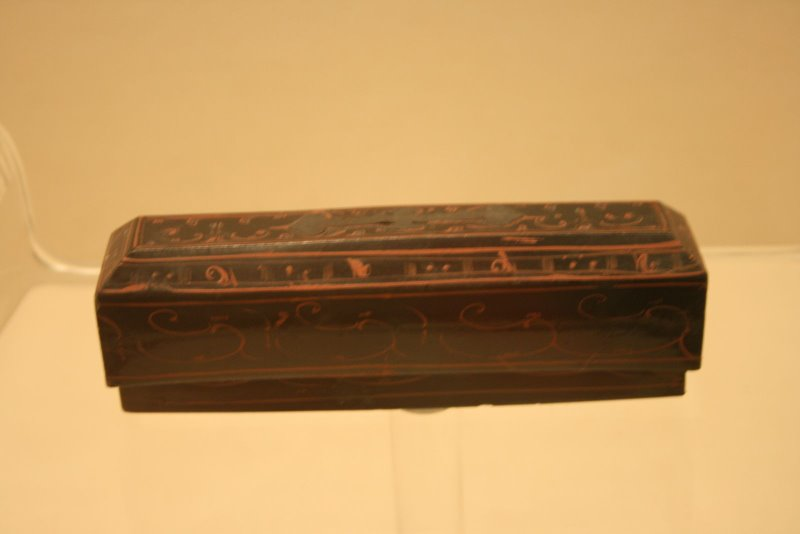
Una caja rectangular roja y negra lacada del Han Occidental (202 a. C.-9 d. C.)
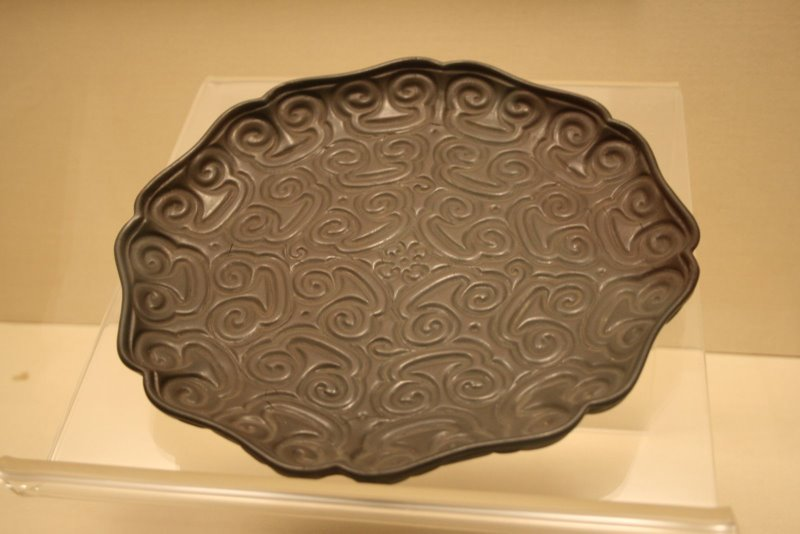
Un plato negro lacado de la Dinastía Ming (1368-1644)
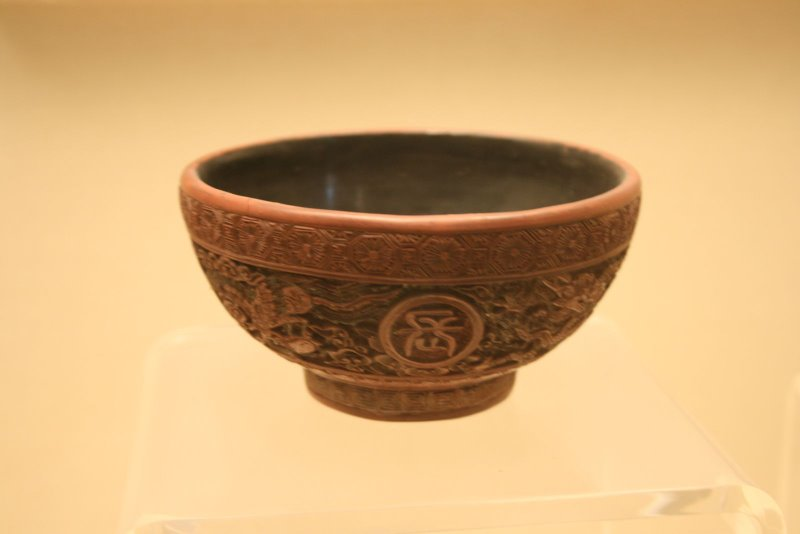
Un cuenco rojo lacado de la Dinastía Ming
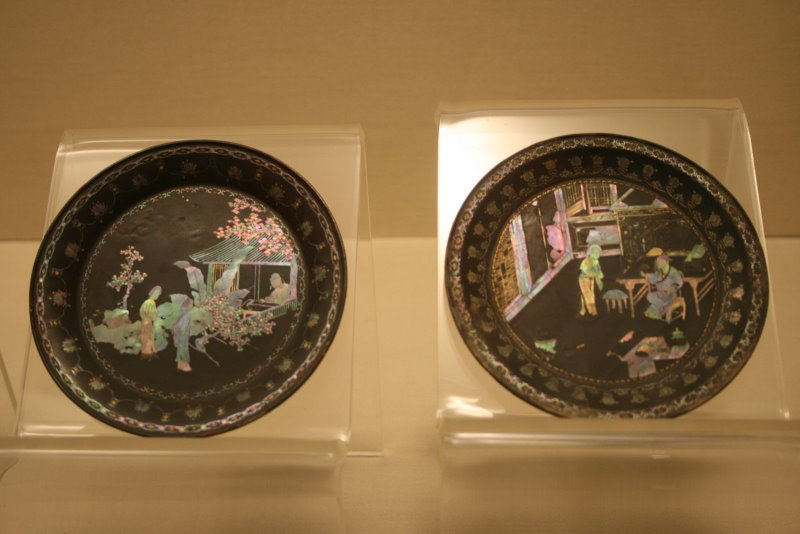
Dos platos negros lacados de la Dinastía Ming con incrustaciones madreperla de escenas domésticas.
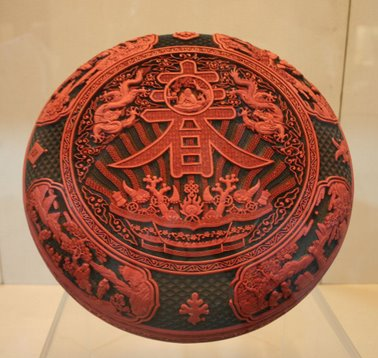
Una caja roja lacada de la Dinastía Qing con el carácter chino "primavera" inscrito en la parte frontal, que data del reinado del emperador Qianlong (1736-1795)
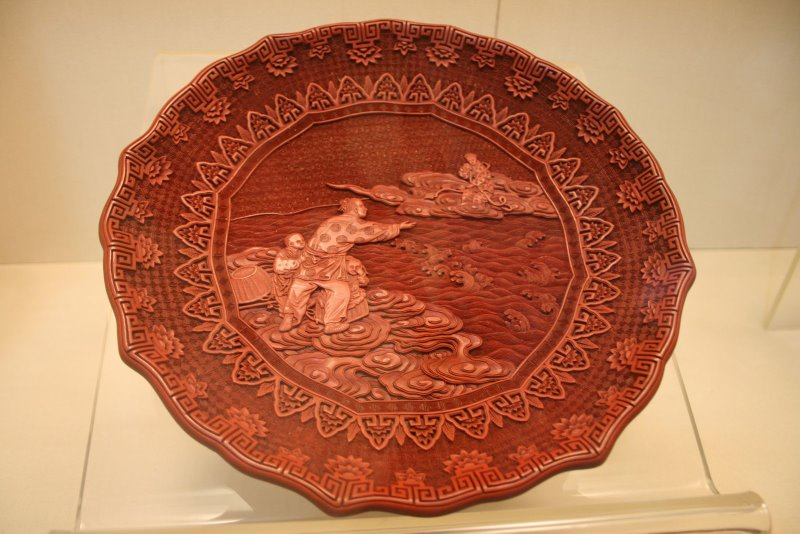
Un plato rojo lacado, que data del reinado del emperador Qianlong

### Cerámica

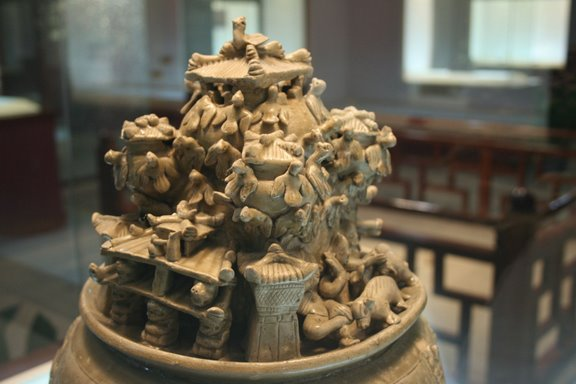
Una jarra de porcelana con figuras humanas, animales y arquitectura, de la Dinastía Jin Occidental (265-316).
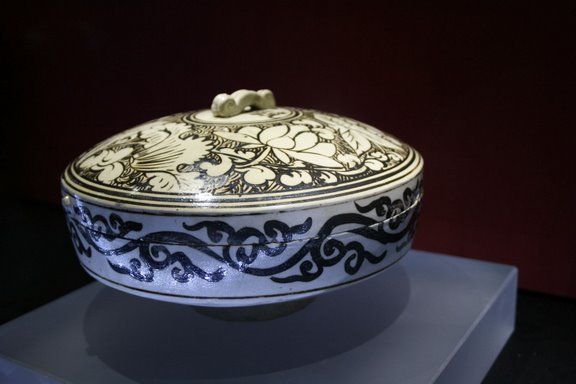
Una caja de porcelana con diseño floral de la Dinastía Song (960-1279)
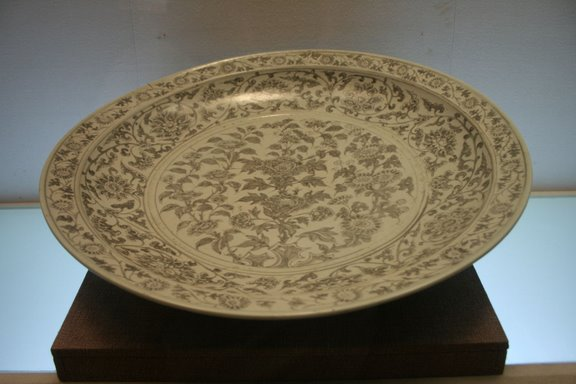
Un plato de porcelana del reinado del emperador Hongwu (1368-1398), Dinastía Ming
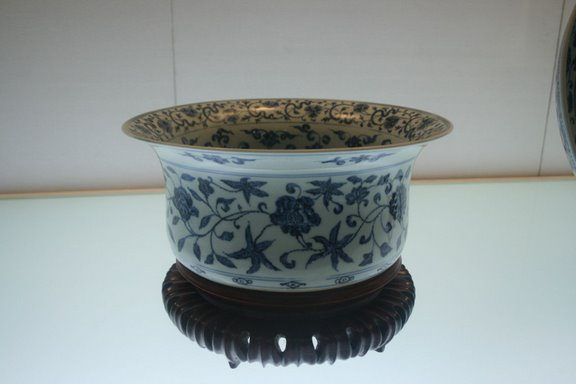
Un jarrón de porcelana azul y blanco del reinado del Emperador Yongle (1402-1424), Dinastía Ming
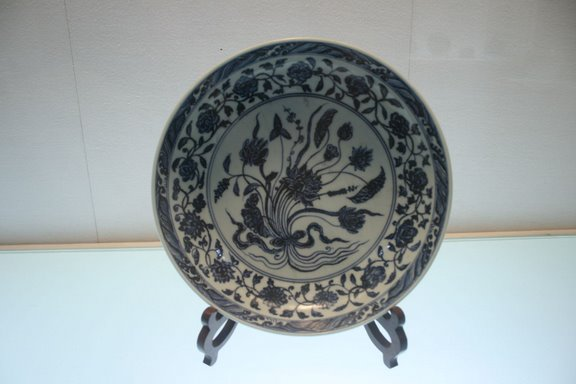
Un plato de porcelana azul y blanco del reinado del emperador Xuande (1425-1435), Dinastía Ming
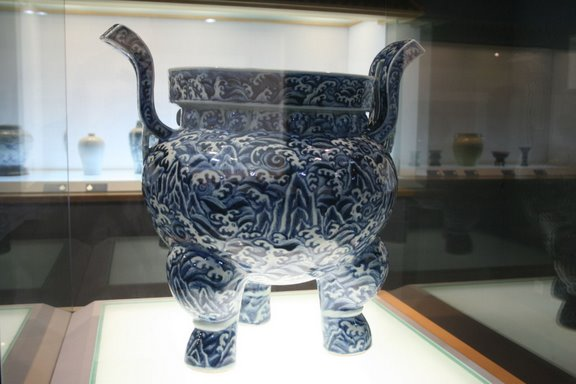
Un recipiente de porcelana azul y blanco del reinado del emperador Xuande (1425-1435), Dinastía Ming.
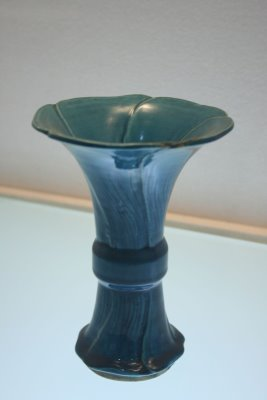
Un jarrón de porcelana del reinado del emperador Zhengde (1505-1521), Dinastía Ming.
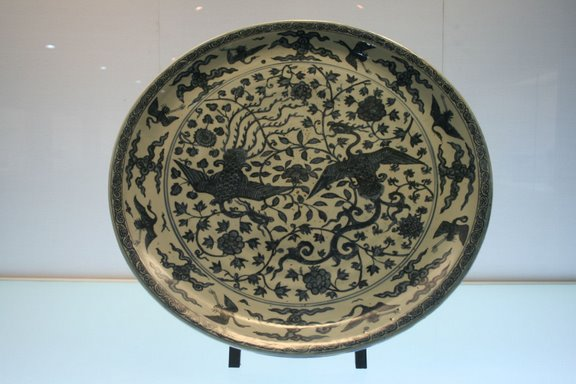
Un plato de porcelana azul y blanco del reinado del emperador Jiajing (1521-1567), Dinastía Ming
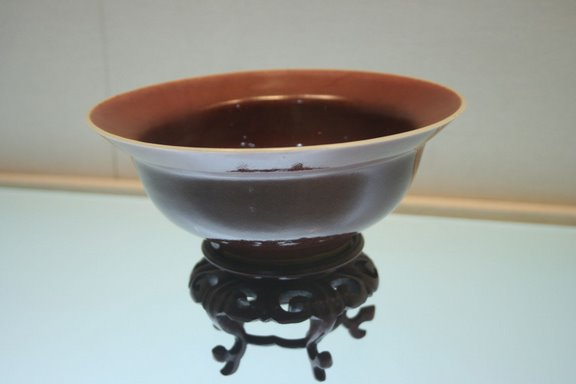
Un cuenco de porcelana del reinado del emperador Wanli (1572-1620), Dinastía Ming.
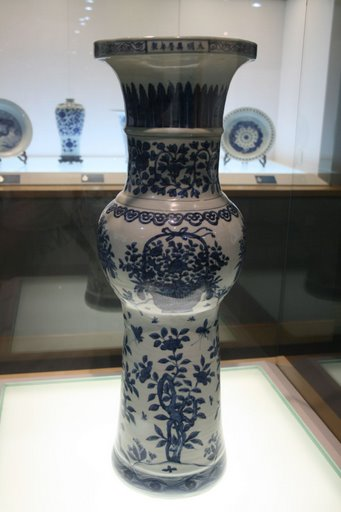
Un jarrón azul y blanco de porcelana del reinado del emperador Wanli (1572-1620), Dinastía Ming
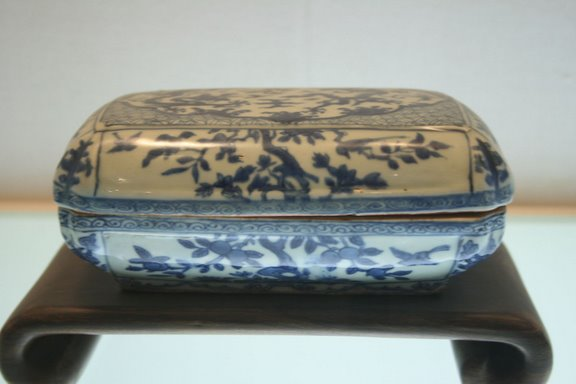
Una caja de porcelana azul y blanca del reinado del emperador Wanli (1572-1620), Dinastía Ming
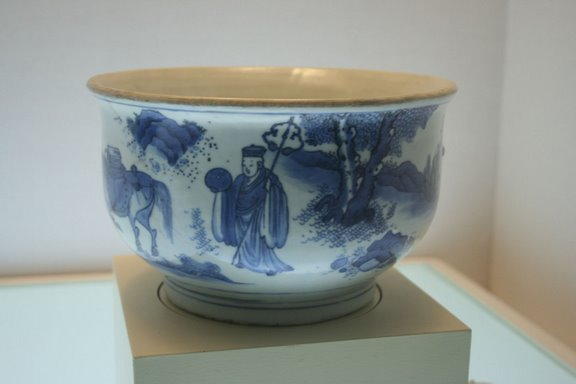
Un cuenco de porcelana azul y blanco del reinado del emperador Chongzhen (1627-1644), Dinastía Ming